# 希望的リフレイン
「希望的リフレイン」（きぼうてきリフレイン）は、日本の女性アイドルグループ・AKB48の楽曲。楽曲は秋元康により作詞、井上ヨシマサにより作曲されている。2014年11月26日に、AKB48のメジャー38作目のシングルとしてキングレコードから発売された。楽曲のセンターポジションは、宮脇咲良と渡辺麻友が務めるダブルセンターとなった。

## 背景とリリース
前作『心のプラカード』から約3か月ぶりで、2014年4枚目のシングル。全タイプで合計11曲の楽曲が収録されている。
キャッチコピーは、Type-Aが「君は、AKBから、逃げられるか?」、Type-Bが「AKBが逃げる。逃げる。逃げる。君たちが、追う（WOW）。追う（WOW）。追う（WOW）。」、Type-Cが「逃げるな、追いかけろ。」、Type-Dが「好きすぎて、おかしくなりそうな人へ。」、劇場盤が「AKBのことが嫌いでも、この曲だけは、聴いて欲しい。」となっている。
表題曲「希望的リフレイン」の歌唱メンバーは、2014年9月17日に開催された第5回じゃんけん大会で発表された。宮脇咲良と渡辺麻友がダブルセンターを務め、宮脇はHKT48を含めて初のセンターを務める。
選抜メンバーの人数は当時として過去2番目に多い32人で、大島涼花、川本紗矢、白間美瑠、中野郁海、向井地美音、武藤十夢、森保まどかの国内のAKB48グループ若手メンバー7人が初選抜となった。選抜復帰のメンバーは10人で、入山杏奈、大和田南那、加藤玲奈、木﨑ゆりあ、小嶋真子、兒玉遥、高橋朱里、峯岸みなみ、渡辺美優紀の9人が『ラブラドール・レトリバー』以来、半年（2作）ぶり、田野優花が『鈴懸の木の道で「君の微笑みを夢に見る」と言ってしまったら僕たちの関係はどう変わってしまうのか、僕なりに何日か考えた上でのやや気恥ずかしい結論のようなもの』以来、11か月（4作）ぶりの選抜入りとなった。前作の選抜メンバーのうち、柴田阿弥を除く15人が全員引き続き選抜入りした。
表題曲「希望的リフレイン」は、2014年10月4日に生放送の『オールスター感謝祭'14秋 アノ話題の人がナマで大暴れSP』（TBSテレビ）で初披露された。
Type-Dには、カップリング曲として「風の螺旋」が乃木坂46とのコラボレーションユニット「こじ坂46」名義で収録されている。2014年9月17日に日本武道館で行われた第5回じゃんけん大会となる『AKB48グループ・じゃんけん大会2014 〜拳で勝ち取れ!1/300ソロデビュー争奪戦〜』で小嶋陽菜が生駒里奈と対戦した際に、小嶋が乃木坂46の川後陽菜、斉藤優里、永島聖羅、中田花奈を引き連れてステージに登場し、「こじ坂46」を名乗って生駒に勝利したことを発端として、その後同年10月15日にZeppブルーシアター六本木で行われた『乃木坂46 アンダーライブ セカンド・シーズン』で、小嶋、生駒、川後、斉藤、永島、中田に乃木坂46のアンダーメンバーおよび研究生を加えた16人になり、「こじ坂46」として「風の螺旋」を初披露した。

## アートワーク
| Type-A・初回限定盤      | 大和田南那、加藤玲奈、小嶋真子、宮脇咲良、渡辺麻友 |
| Type-A・通常盤          | 生駒里奈、川栄李奈、中野郁海、峯岸みなみ、山本彩 |
| Type-B・初回限定盤      | 川本紗矢、兒玉遥、島崎遥香、松井珠理奈、向井地美音 |
| Type-B・通常盤          | 入山杏奈、木﨑ゆりあ、田野優花、松井玲奈、宮澤佐江、武藤十夢 |
| Type-C・初回限定盤      | 小嶋陽菜、指原莉乃、白間美瑠、高橋みなみ、森保まどか |
| Type-C・通常盤          | 大島涼花、柏木由紀、須田亜香里、高橋朱里、横山由依、渡辺美優紀 |
| Type-D（表）            | 生駒里奈、入山杏奈、柏木由紀、川栄李奈、木﨑ゆりあ、小嶋陽菜、指原莉乃、島崎遥香、 須田亜香里、高橋みなみ、松井珠理奈、松井玲奈、宮脇咲良、山本彩、横山由依、渡辺麻友                                               |
| Type-D（裏）            | 大島涼花、大和田南那、加藤玲奈、川本紗矢、小嶋真子、兒玉遥、白間美瑠、高橋朱里、 田野優花、中野郁海、宮澤佐江、峯岸みなみ、向井地美音、武藤十夢、森保まどか、渡辺美優紀                                             |
| 劇場盤                  | 宮脇咲良、渡辺麻友 |
| 劇場盤 Rebornジャケット | 石田晴香、伊豆田莉奈、岩佐美咲、岩立沙穂、内田眞由美、大家志津香、小嶋菜月、小林茉里奈、佐々木優佳里、篠崎彩奈、 鈴木紫帆里、鈴木まりや、田名部生来、中田ちさと、中村麻里子、名取稚菜、前田亜美、松井咲子、森川彩香 |

「Type-A」、「Type-B」、「Type-C」、「劇場盤」に関しては表裏共にメンバーは同一で、「Type-D」に関しては初回限定盤／通常盤共にメンバーは同一。

## チャート成績
『希望的リフレイン』のシングルCDは、2014年12月8日付のオリコン週間シングルチャートで初登場1位を獲得した。同チャートにおけるAKB48のシングルの1位獲得は『RIVER』から25作連続、通算25作目となった。初動売上は113万312枚を記録し、初動のみでのミリオンセラーを達成した。AKB48のシングルのミリオンセラーは19作連続、通算20作目であり、ミリオンセラーが通算20作に達したのはオリコンチャート史上初である。また、この売上によりAKB48のシングルの総売上枚数が3000万枚を突破した。これを達成したのは女性アーティストでは史上初、男性を含めてもB'zに次ぐ史上2組目である（なおデビューから3000万枚達成までに要した時間は約8年10か月であり、B'zの約14年7か月より短い）。

## ミュージック・ビデオ
表題曲「希望的リフレイン」のミュージック・ビデオ（MV）は、アートワーク（ジャケットやアーティスト写真）も手がけるクリエイティブディレクターに起用された佐々木宏が制作を担当し、AKB48卒業生の板野友美・大島優子・篠田麻里子・前田敦子もゲストとして出演している。内田眞由美を除く歴代のシングル表題曲のセンター経験者が出演しており、2本の金色のマイクが入ったバッグを奪われないようにバトン代わりにリレーしていくという内容である。
MVの撮影場所は岳南電車、吉原駅構内、静岡県立庵原高等学校、本編後のエンドロールの場所は富士マリンプール南側防波堤である。
本編MVの後半にライブの一部分が使用されているライブ・バージョンMVは、新曲披露ライブの設定で前説として田原総一朗が登場し、AKB48について語る。
今作ではチーム8以外のチームの楽曲のMVが収録されていないが、2か月後に発売された6thアルバム『ここがロドスだ、ここで跳べ!』初回盤Type-Aに付属するDVDに収録されている。

## メディアでの使用
「希望的リフレイン」の楽曲は以下のメディアで使用されている。
- アサヒ飲料「WONDAキャンペーン」CMソング[21]
- アルペン スポーツDEPO ウィンター CMソング[22]
- トークアプリ「755」CMソング[23]

## シングル収録トラック

### Type-A
「初回限定盤」と「通常盤」の2種類が存在するが、収録曲は同一である。
| #         | タイトル                               | 作詞      | 作曲           | 編曲           | 時間  |
| --------- | -------------------------------------- | --------- | -------------- | -------------- | ----- |
| 1.        | 「希望的リフレイン」                   | 秋元康    | 井上ヨシマサ   | 井上ヨシマサ   | 4:53  |
| 2.        | 「今、Happy」(ばら組)                  | 秋元康    | アイルトン瀬名 | 野中“まさ”雄一 | 3:20  |
| 3.        | 「従順なSlave」(Team A)                | 秋元康    | REO            | REO            | 3:56  |
| 4.        | 「希望的リフレイン（off vocal ver.）」 |           | 井上ヨシマサ   | 井上ヨシマサ   | 4:53  |
| 5.        | 「今、Happy（off vocal ver.）」        |           | アイルトン瀬名 | 野中“まさ”雄一 | 3:20  |
| 6.        | 「従順なSlave（off vocal ver.）」      |           | REO            | REO            | 3:54  |
| 合計時間: | 合計時間:                              | 合計時間: | 合計時間:      | 合計時間:      | 24:19 |

| #  | タイトル                                                    | 作詞 | 作曲・編曲 | 監督     | 時間 |
| -- | ----------------------------------------------------------- | ---- | ---------- | -------- | ---- |
| 1. | 「希望的リフレイン」                                        |      |            | 田中秀幸 | 7:33 |
| 2. | 「希望的リフレイン -Live Ver.-」                            |      |            |          | 7:48 |
| 3. | 「今、Happy」                                               |      |            | 岡川太郎 | 3:23 |
| 4. | 「AKB48グループ 裏じゃんけん大会2014 最弱女王決定戦 Part1」 |      |            |          |      |

### Type-B
「初回限定盤」と「通常盤」の2種類が存在するが、収録曲は同一である。
| #         | タイトル                               | 作詞      | 作曲         | 編曲         | 時間  |
| --------- | -------------------------------------- | --------- | ------------ | ------------ | ----- |
| 1.        | 「希望的リフレイン」                   | 秋元康    | 井上ヨシマサ | 井上ヨシマサ | 4:54  |
| 2.        | 「Ambulance」(ゆり組)                  | 秋元康    | 前村香春     | 前村香春     | 4:03  |
| 3.        | 「初めてのドライブ」(Team K)           | 秋元康    | JYONGRI      | 佐々木裕     | 4:36  |
| 4.        | 「希望的リフレイン（off vocal ver.）」 |           | 井上ヨシマサ | 井上ヨシマサ | 4:53  |
| 5.        | 「Ambulance（off vocal ver.）」        |           | 前村香春     | 前村香春     | 4:03  |
| 6.        | 「初めてのドライブ（off vocal ver.）」 |           | JYONGRI      | 佐々木裕     | 4:34  |
| 合計時間: | 合計時間:                              | 合計時間: | 合計時間:    | 合計時間:    | 27:05 |

| #  | タイトル                                                    | 作詞 | 作曲・編曲 | 監督     | 時間 |
| -- | ----------------------------------------------------------- | ---- | ---------- | -------- | ---- |
| 1. | 「希望的リフレイン」                                        |      |            | 田中秀幸 | 7:33 |
| 2. | 「希望的リフレイン -Live Ver.-」                            |      |            |          | 7:48 |
| 3. | 「Ambulance」                                               |      |            | 三石直和 | 4:09 |
| 4. | 「AKB48グループ 裏じゃんけん大会2014 最弱女王決定戦 Part2」 |      |            |          |      |

### Type-C
「初回限定盤」と「通常盤」の2種類が存在するが、収録曲は同一である。
| #         | タイトル                               | 作詞      | 作曲         | 編曲         | 時間  |
| --------- | -------------------------------------- | --------- | ------------ | ------------ | ----- |
| 1.        | 「希望的リフレイン」                   | 秋元康    | 井上ヨシマサ | 井上ヨシマサ | 4:54  |
| 2.        | 「歌いたい」(かとれあ組)               | 秋元康    | ANDW_EYE     | 佐々木裕     | 5:43  |
| 3.        | 「ロンリネスクラブ」(Team B)           | 秋元康    | 川浦正大     | 若田部誠     | 5:01  |
| 4.        | 「希望的リフレイン（off vocal ver.）」 |           | 井上ヨシマサ | 井上ヨシマサ | 4:53  |
| 5.        | 「歌いたい（off vocal ver.）」         |           | ANDW_EYE     | 佐々木裕     | 5:43  |
| 6.        | 「ロンリネスクラブ（off vocal ver.）」 |           | 川浦正大     | 若田部誠     | 4:59  |
| 合計時間: | 合計時間:                              | 合計時間: | 合計時間:    | 合計時間:    | 31:14 |

| #  | タイトル                                                   | 作詞 | 作曲・編曲 | 監督     | 時間  |
| -- | ---------------------------------------------------------- | ---- | ---------- | -------- | ----- |
| 1. | 「希望的リフレイン」                                       |      |            | 田中秀幸 | 7:33  |
| 2. | 「希望的リフレイン -Live Ver.-」                           |      |            |          | 7:48  |
| 3. | 「歌いたい」                                               |      |            | 池田一真 | 11:44 |
| 4. | 「Team 8 は・じ・め・て・のドキドキワンショットリップ集!」 |      |            |          |       |

### Type-D
「初回限定盤」と「通常盤」の2種類が存在するが、収録曲は同一である。
| #         | タイトル                                             | 作詞      | 作曲         | 編曲         | 時間  |
| --------- | ---------------------------------------------------- | --------- | ------------ | ------------ | ----- |
| 1.        | 「希望的リフレイン」                                 | 秋元康    | 井上ヨシマサ | 井上ヨシマサ | 4:53  |
| 2.        | 「制服の羽根」(Team 8)                               | 秋元康    | 若田部誠     | 若田部誠     | 4:09  |
| 3.        | 「目を開けたままのファーストキス」(Team 4)           | 秋元康    | 関屋直樹     | 増田武史     | 3:46  |
| 4.        | 「風の螺旋」(こじ坂46)                               | 秋元康    | 片桐周太郎   | 若田部誠     | 4:36  |
| 5.        | 「希望的リフレイン（off vocal ver.）」               |           | 井上ヨシマサ | 井上ヨシマサ | 4:53  |
| 6.        | 「制服の羽根（off vocal ver.）」                     |           | 若田部誠     | 若田部誠     | 4:09  |
| 7.        | 「目を開けたままのファーストキス（off vocal ver.）」 |           | 関屋直樹     | 増田武史     | 3:46  |
| 8.        | 「風の螺旋（off vocal ver.）」                       |           | 片桐周太郎   | 若田部誠     | 4:34  |
| 合計時間: | 合計時間:                                            | 合計時間: | 合計時間:    | 合計時間:    | 34:49 |

| #  | タイトル                         | 作詞 | 作曲・編曲 | 監督     | 時間 |
| -- | -------------------------------- | ---- | ---------- | -------- | ---- |
| 1. | 「希望的リフレイン」             |      |            | 田中秀幸 | 7:33 |
| 2. | 「希望的リフレイン -Live Ver.-」 |      |            |          | 7:48 |
| 3. | 「制服の羽根」                   |      |            | 高橋栄樹 | 4:56 |
| 4. | 「風の螺旋」                     |      |            | 中村太洸 | 9:50 |

### 劇場盤
| #         | タイトル                               | 作詞      | 作曲           | 編曲           | 時間  |
| --------- | -------------------------------------- | --------- | -------------- | -------------- | ----- |
| 1.        | 「希望的リフレイン」                   | 秋元康    | 井上ヨシマサ   | 井上ヨシマサ   | 4:53  |
| 2.        | 「今、Happy」(ばら組)                  | 秋元康    | アイルトン瀬名 | 野中“まさ”雄一 | 3:20  |
| 3.        | 「Reborn」(チームサプライズ)           | 秋元康    | 俊龍           | 生田真心       | 4:33  |
| 4.        | 「希望的リフレイン（off vocal ver.）」 |           | 井上ヨシマサ   | 井上ヨシマサ   | 4:53  |
| 5.        | 「今、Happy（off vocal ver.）」        |           | アイルトン瀬名 | 野中“まさ”雄一 | 3:20  |
| 6.        | 「Reborn（off vocal ver.）」           |           | 俊龍           | 生田真心       | 4:32  |
| 合計時間: | 合計時間:                              | 合計時間: | 合計時間:      | 合計時間:      | 25:31 |

## 選抜メンバー
☆はメディア選抜。
- 生駒里奈☆ [注釈 4]
- 入山杏奈☆
- 大島涼花
- 大和田南那
- 柏木由紀☆ [注釈 5]
- 加藤玲奈
- 川栄李奈☆
- 川本紗矢
- 木﨑ゆりあ☆
- 小嶋陽菜☆
- 小嶋真子
- 兒玉遥 [注釈 6]
- 指原莉乃☆ [注釈 7]
- 島崎遥香☆
- 白間美瑠 [注釈 8]
- 須田亜香里☆ [注釈 9]
- 高橋朱里
- 高橋みなみ☆
- 田野優花
- 中野郁海
- 松井珠理奈☆ [注釈 10]
- 松井玲奈☆ [注釈 11]
- 峯岸みなみ
- 宮澤佐江 [注釈 12]
- 宮脇咲良☆ [注釈 6]
- 向井地美音
- 武藤十夢
- 森保まどか [注釈 13]
- 山本彩☆ [注釈 14]
- 横山由依☆
- 渡辺麻友☆
- 渡辺美優紀 [注釈 15]

## 収録アルバム
- ここがロドスだ、ここで跳べ!
- 0と1の間

## JKT48によるカバー
AKB48の姉妹グループであるJKT48は、本楽曲を「Refrain Penuh Harapan- Refrain Full of Hope / Kibouteki Refrain」というタイトルでカバーしている。このカバー曲は、グループの10作目のシングルとして、2015年5月27日にHits Recordsから発売された。
歌詞は全編に亘ってインドネシア語に翻訳したもの。楽曲のリリースに先駆けて「JKT48 10thシングル選抜総選挙」が行われており、「Refrain Penuh Harapan- Refrain Full of Hope / Kibouteki Refrain」はこの総選挙で上位16位までに入ったメンバーにより歌唱されている。楽曲のセンターポジションはジェシカ・フェランダ。また、英語でカバーしたバージョンも収録されている。
CDは通常盤、Music Cardの2形態。カップリングでは他に、SKE48から「手をつなぎながら」、AKB48から「僕だけのvalue」「シアターの女神」「最終ベルが鳴る」の計4曲のカバーが収録されている。

### シングル収録トラック
| 全作詞: 秋元康。 |                                                                                        |        |              |              |
| #                | タイトル                                                                               | 作詞   | 作曲         | 編曲         |
| 1.               | 「Refrain Penuh Harapan- Refrain Full of Hope / Kibouteki Refrain」                    | 秋元康 | 井上ヨシマサ | 井上ヨシマサ |
| 2.               | 「Value Milikku Saja- Boku Dake no Value」                                             | 秋元康 | 小網準       | 生田真心     |
| 3.               | 「Dewi Theater- Theater no Megami」                                                    | 秋元康 | 佐々倉有吾   | 市川裕一     |
| 4.               | 「Bel Terakhir Berbunyi- Saishuu Bel ga Naru」                                         | 秋元康 | 八重樫ゆう一 | 市川裕一     |
| 5.               | 「Sambil Menggandeng Erat Tanganku- Te wo Tsunaginagara」                              | 秋元康 | 小網準       | 市川裕一     |
| 6.               | 「Refrain Penuh Harapan- Refrain Full of Hope / Kibouteki Refrain（English Version）」 | 秋元康 | 井上ヨシマサ | 井上ヨシマサ |

| #  | タイトル                                                                                         | 作詞 | 作曲・編曲 |
| -- | ------------------------------------------------------------------------------------------------ | ---- | ---------- |
| 1. | 「Refrain Penuh Harapan- Refrain Full of Hope / Kibouteki Refrain Music Video」                  |      |            |
| 2. | 「Refrain Penuh Harapan- Refrain Full of Hope / Kibouteki Refrain Music Video Behind the Scene」 |      |            |

### 選抜メンバー
かっこ内は「JKT48 10thシングル選抜総選挙」における順位。
- アヤナ・シャハブ（14位）
- アンデラ・ユウォノ（4位）
- ガイダ・ファリシャ（13位）
- ガブリエラ・マルガレット・ワラオー（16位）
- ジェシカ・フェランダ（1位）
- シャニア・ジュニアナタ（6位）
- シンディ・ユフィア（9位）
- センディ・アリアニ（15位）
- デフィ・キナル・プトゥリ（5位）
- 仲川遥香（2位）
- ナビラ・ラトナ・アユ・アザリア（10位）
- プリシリア・サリ・デウィ（8位）
- ベビー・チャエサラ・アナディラ（12位）
- メロディー・ヌランダニ・ラクサニ（3位）
- ラトゥ・フィエンニ・フィトゥリリア（7位）
- リスカ・ファイルニッサ（11位）